# Ergatettix elevatus
Ergatettix elevatus är en insektsart som beskrevs av Sigfrid Ingrisch 2001. Ergatettix elevatus ingår i släktet Ergatettix och familjen torngräshoppor. Inga underarter finns listade i Catalogue of Life.